# Tindirma
Tindirma is een gemeente (commune) in de regio Timboektoe in Mali. De gemeente telt 6500 inwoners (2009).
De gemeente bestaat uit de volgende plaatsen:
- Balamaoudo
- Bouli
- Dongo
- Godié
- Guédiou-Haoussa
- Kel-Adeida
- Léssodji
- N'Tassimane
- Soudoubé
- Tessayt
- Tindirma